# 丁佑 (明朝)
丁佑（1450年—？），字囗之，江西南昌府南昌縣人，民籍，明朝政治人物。進士出身。

## 生平
早年出身國子生，成化十年（1474年）甲午科江西鄉試第六十五名。成化十四年（1478年）戊戌科會試第三百十九名，殿試登進士第三甲第二十八名。

## 家族
曾祖父丁義孚。祖父丁全節。父亲丁子貴。母黄氏。慈侍下。兄佐。弟什、伯、亿。娶李氏。